# National Heritage List for England

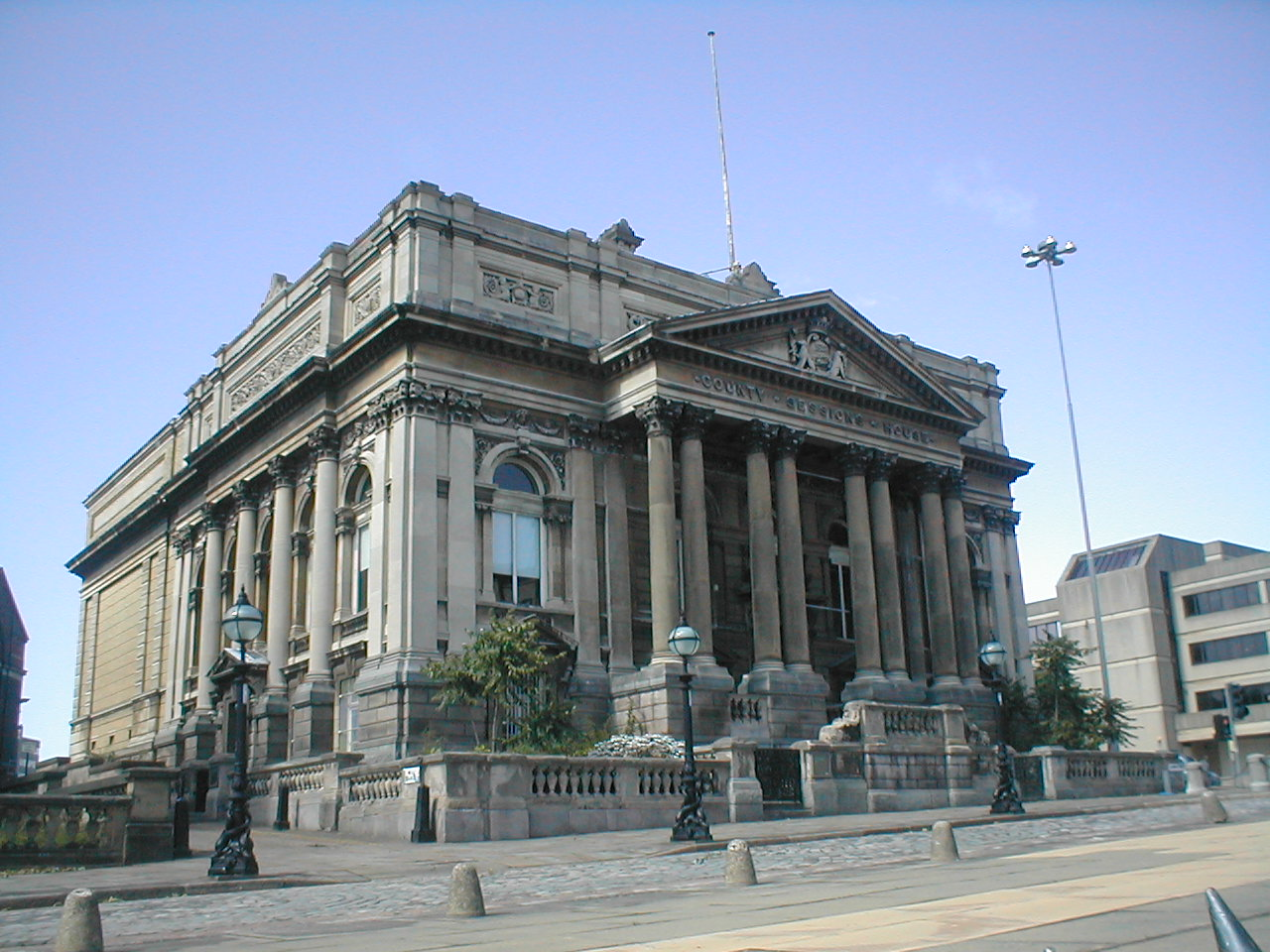
La County Sessions House, à Liverpool, enregistrée dans la liste du patrimoine national pour l'Angleterre comme un Immeuble classé de Grade II *.

Le National Heritage List for England est une liste officielle de bâtiments, monuments, parcs et champs de bataille d'Angleterre inscrits au Patrimoine mondial de l'UNESCO.
L'Ancient Monuments Protection Act 1882 (en) a établi la première partie de la liste, dans laquelle figurent en particulier 50 sites préhistoriques protégés.
C'est une base de données qui est consultable sur internet depuis mai 2011. 
Un numéro unique permet d'identifier chaque entrée de la base de données, par exemple la Douglas House porte le numéro 1285296.
Une des fonctions les plus appréciées est la possibilité de recherche d'éléments du patrimoine à partir de cartes géographiques.